# SJ V1
Die Diesellokomotiven der schwedischen Baureihe V1 wurden von Statens Järnvägar (SJ) Ende der 1940er Jahre gekauft, um Dampflokomotiven im Rangierdienst in Schweden zu ersetzen.
Im Bereich der elektrischen Traktion waren bereits seit 1930 mit der Baureihe Ub gute Erfahrungen zu verzeichnen. Allerdings waren für viele Bereiche die benzingetriebenen Kleinlokomotiven der Baureihen Z zu schwach.

## Geschichte
Zuerst wurden bei der English Electric, Preston, Lancashire, England zwei Diesellokomotiven für Versuchszwecke bestellt. Die 1948 gebauten und 1949 in Betrieb genommenen dreiachsigen Lokomotiven wurden über Kuppelstangen von zwei Elektromotoren angetrieben, die ihren Strom von einem dieselgetriebenen Generator bezogen.
Nachdem sich die Lokomotiven in Örebro bewährten, beschlossen die SJ, weitere Rangierlokomotiven zu beschaffen. Die Wahl fiel auf eine dieselhydraulische deutsche Lokomotive, die weitgehend der deutschen V 36 entsprach. Die als V3 bezeichnete Baureihe erhielt einige spezifischen Änderungen und wurde in großer Stückzahl gekauft.
Beide Lokomotiven sind noch vorhanden: die V1 3 gelangte 1970 zur Svenskt Stål AB, Dannemora (Östhammar), wurde 1992 an den Verein Malmbanans Vänner weitergegeben und ist im Norrbottens Järnvägsmuseum in Karlsvik bei Luleå ausgestellt. V1 4 wurde 1971 an Fagersta Bruk AB in Horndal verkauft und 1979 ebenfalls an Svenskt Stål AB, Dannemora, weitergegeben. 1992 ging sie in den Bestand des Schwedischen Eisenbahnmuseums über.